# Comté de Covington (Mississippi)
Pour les articles homonymes, voir Comté de Covington.
Le Comté de Covington est situé dans l’État du Mississippi, aux États-Unis. Il comptait 18 340 habitants en 2020. Son siège est Collins.